# Selaginella falcata
Selaginella falcata är en mosslummerväxtart som först beskrevs av Ambroise Marie François Joseph Palisot de Beauvois, och fick sitt nu gällande namn av Antoine Frédéric Spring. Selaginella falcata ingår i släktet mosslumrar, och familjen mosslummerväxter. Inga underarter finns listade i Catalogue of Life.